# Toma de Valdivia
La toma de Valdivia fue una batalla de la Independencia de Chile librada entre tropas realistas españolas, comandadas por el coronel Manuel Montoya, y tropas de Chile, dirigidas por el almirante británico Thomas Cochrane, entre los días 3 y 4 de febrero de 1820.
Tras el fracaso al intentar asaltar la Fortaleza realista del Real Felipe del Callao, Cochrane decidió asaltar la plaza austral de Valdivia, considerada la llave del Mar del Sur por los españoles.
En 1820, la plaza de Valdivia era el penúltimo enclave del rey de España en lo que había sido la Capitanía General de Chile dependiente del Virreinato del Perú. Era defendida por un avanzado y supuestamente inexpugnable sistema de fuertes construido por orden del virrey del Perú Pedro Álvarez de Toledo y Leiva en 1645, con el objetivo de evitar una nueva incursión de potencias coloniales extranjeras o de corsarios y piratas, luego de la ocupación neerlandesa de 1643. Al igual que Chiloé, la ciudad de Valdivia no dependía administrativamente de la Capitanía General de Chile, sino directamente del Virreinato del Perú, debido a su carácter estratégico.
La plaza y su sistema de fuertes fue tomado en una operación anfibia. Este hecho supuso el fin del penúltimo enclave español en Chile y la pérdida de la principal base de suministros para las tropas realistas en el sur de Chile, en la llamada «Guerra a Muerte», que entraría en una etapa decisiva.

## Causas de la batalla

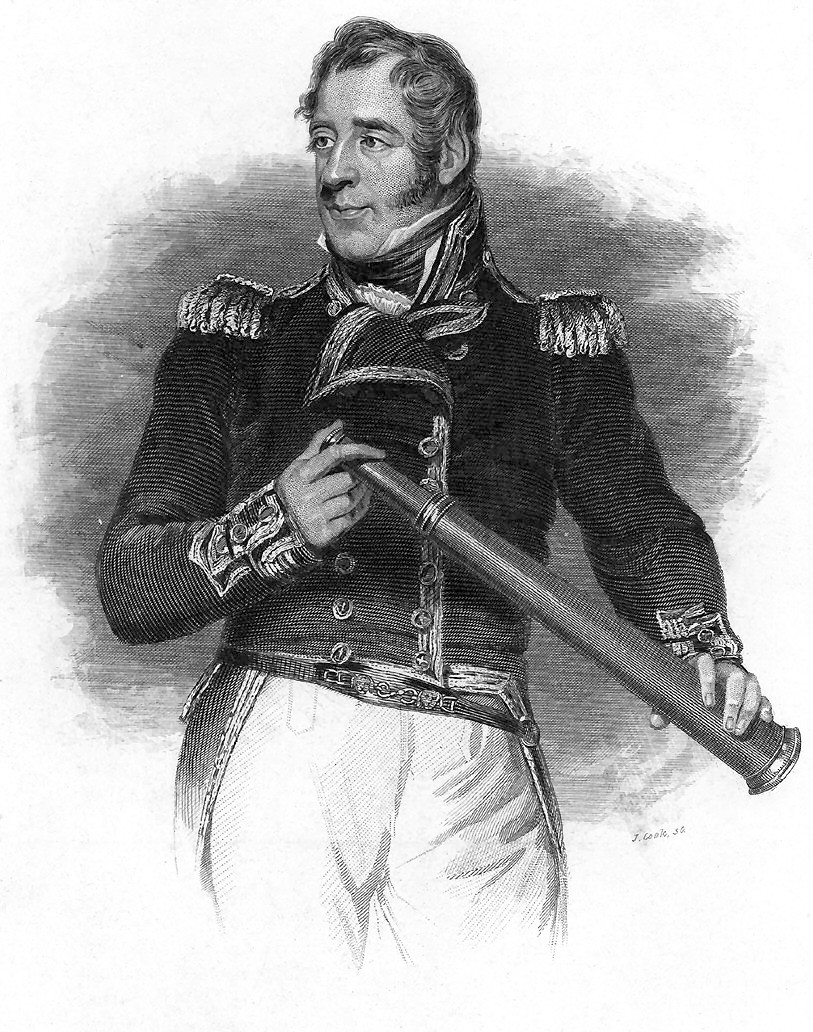
Lord Thomas Cochrane, comandante en jefe de las fuerzas patriotas en la Toma de Valdivia.

El 1 de octubre de 1819, la Escuadra chilena, que mantenía un bloqueo al puerto español del Callao, fracasó en su intento de asaltar la plaza realista. Los cohetes Congreve, que había mandado a construir lord Cochrane para asaltar y bombardear la plaza, fracasaron. Una vez acontecido este hecho, el marino escocés presentó al gobierno chileno su renuncia al cargo de comandante de la Escuadra. Si bien el almirante renunciaba, no pretendía alejarse de Chile sin antes realizar alguna operación en contra de la Corona Española. Así, concibió la idea de asaltar la supuestamente inexpugnable fortaleza realista de Valdivia para asestar un importante golpe a los restos del dominio español en Chile, y acabar con una importante base de suministros de las tropas realistas presentes en el sur de dicho país y de la escuadra española en el océano Pacífico.

## Primeras acciones de la Escuadra

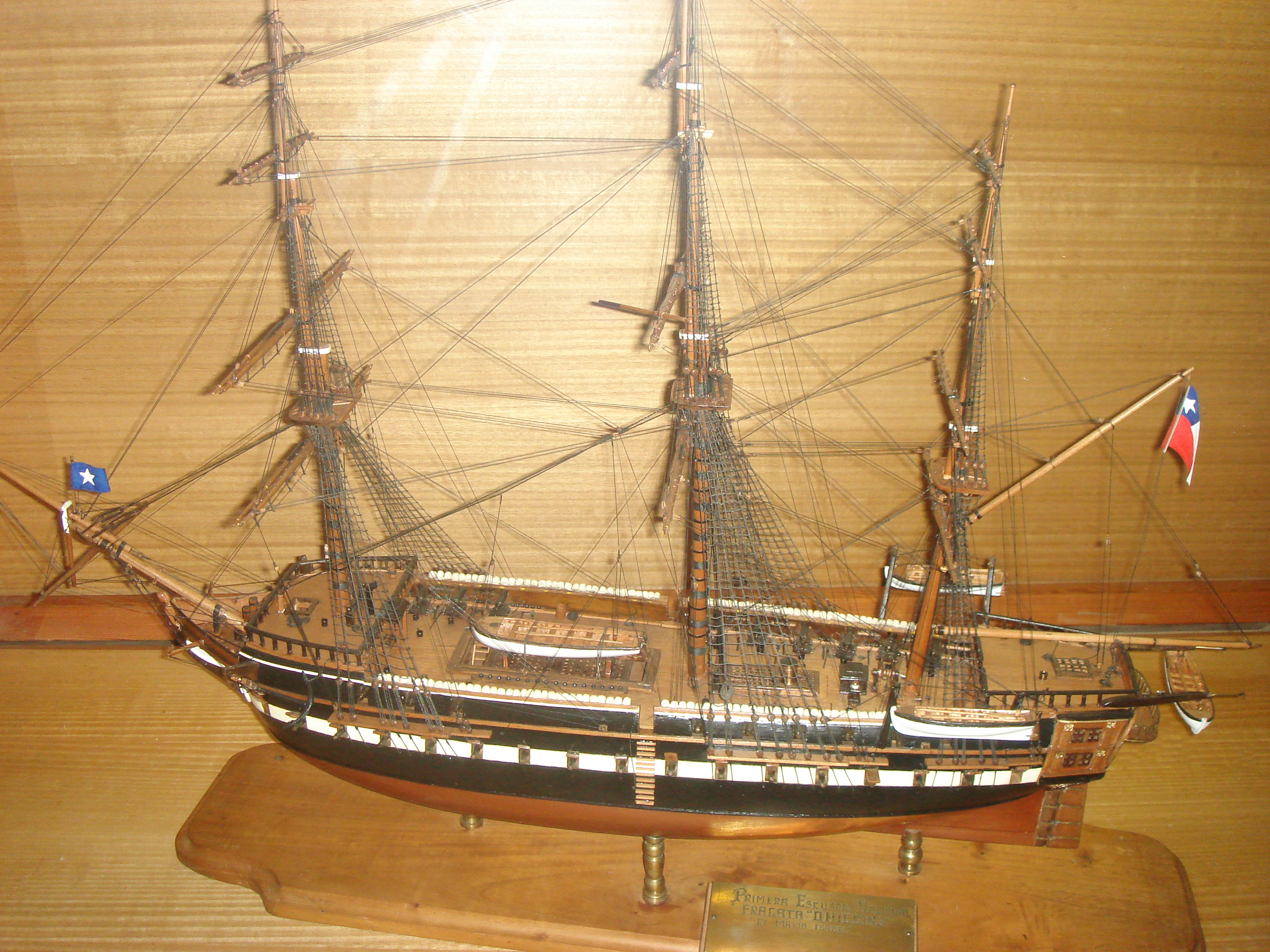
Maqueta de la fragata "O'Higgins" que se conserva en el Museo Naval y Marítimo de la Armada de Chile.

Luego del frustrado asalto al Callao, la escuadra chilena se dirigió a Guayaquil. Ahí el almirante despachó a la Lautaro hacia el sur e hizo transbordar al mayor Miller a la O'Higgins con el objetivo de ocuparlo en el asalto a Valdivia. Navegó 27 días desde Guayaquil hasta que el 17 de enero de 1820 avistó la costa cercana a Valdivia.
La escuadra se presentó en la bahía de Valdivia con bandera española. Con esto, consiguió capturar un bote que fue a recibir al supuesto navío español. Los realistas no sabían que la desarmada "María Isabel" había sido rearmada y reflotada. Lord Cochrane aprovechó a los marinos capturados para recabar información sobre las defensas y el sistema de fuertes de Valdivia. Al salir de la bahía, lord Cochrane capturó al bergantín "Potrillo" que llegaba de Chiloé con un socorro de 20 000 pesos y otros artículos. Posterior a aquello, el almirante partió rumbo a Talcahuano donde informó al general O'Higgins sobre sus planes y solicitó 250 soldados. El gobernador de Concepción de entonces, el general Ramón Freire, le facilitó aquellas tropas necesarias más el bergantín Intrépido y la goleta Moctezuma.

## Fuerzas en presencia
Bajo el mando del coronel Manuel Montoya, las tropas realistas se componían de 780 soldados de los batallones de línea Cantabria y Fijo de Valdivia, cuya misión era defender el sistema de fuertes de la ciudad. Por otro lado, había 829 milicianos que guarnecían las ciudades de Valdivia y Osorno.
Las tropas patriotas chilenas estaban bajo el mando del almirante Thomas Alexander Cochrane. Se componían de 100 infantes de marina y personal naval, 250 soldados de las compañías de granaderos de los batallones N.º 1 y N.º 3 de Chile. La Escuadra constaba de tres navíos: la O'Higgins, Moctezuma y el bergantín Intrépido.

### Comandantes
La organización de la defensa realista fue la siguiente:
- Comandante general de las fuerzas y Gobernador de Valdivia: coronel Manuel Montoya.
  - Fuerza de defensa del sistema de fuertes de Valdivia: coronel Fausto del Hoyo.
  - Guarniciones interiores de la ciudad de Valdivia y Osorno: dependientes del gobernador coronel Manuel Montoya.

La fuerza de desembarco patriota estaba compuesta de las siguientes unidades:
- Comandante de la Escuadra y de las fuerzas: almirante Thomas Alexander Cochrane.
  - Infantería de marina y personal naval: mayor Guillermo Miller.
  - Compañías de granaderos de batallones N.º 1 y N.º 3 de Chile: mayor Jorge Beauchef.

## Asalto y batalla

### Mapa y desarrollo de la batalla

Mapa del Sistema de fuertes de Valdivia y del desarrollo de la batalla.

En el mapa que se detalla a continuación, se aprecia el desarrollo de la batalla:
Simbología
- En color rojo: castillos del sistema de defensa de Valdivia.
- En color negro: baterías y reductos menores del sistema de defensa.
- Líneas blancas: movimiento de la escuadra chilena.
- Líneas azules: movimiento de las fuerzas patriotas.
- Líneas rojas: desbande y huida de las fuerzas realistas.
- Punto 1: desembarco de las fuerzas patriota al mando del mayor Miller.
- Punto 2: ruta terrestre del mayor Beauchef y Miller.
- Punto 3: navegación del "Intrépido" y la "Moctezuma" hacia Corral. El "Intrépido" vara.
- Punto 4: huida de las fuerzas realistas.
- Punto 5: rendición de los fuertes de la ribera norte.
- Punto 6: lord Cochrane se reúne con sus tropas en Corral.
- Punto 7: la fragata "O'Higgins" avanza por la bahía de Valdivia.

### La Escuadra frente a la bahía de Corral

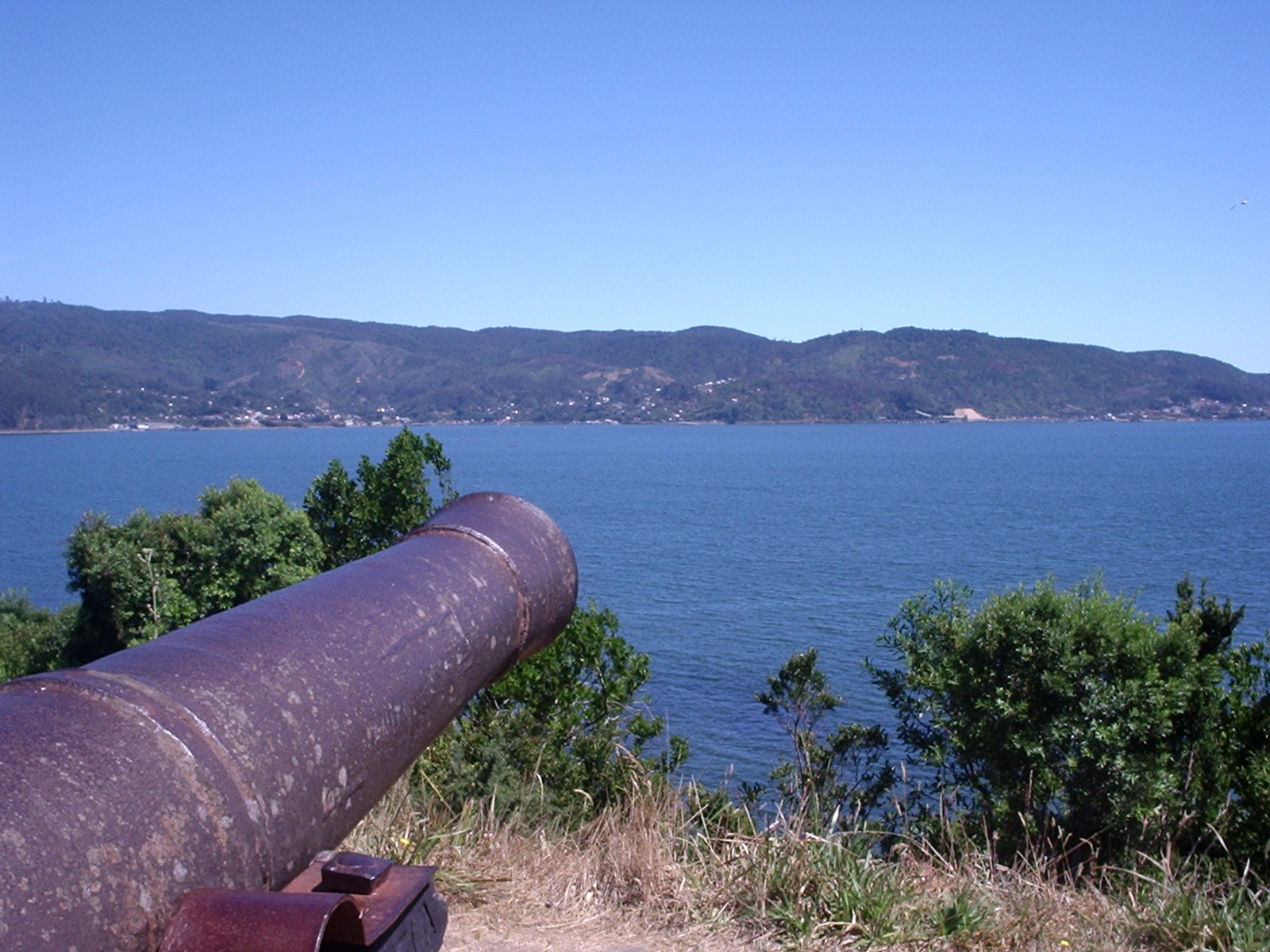
Vista de la bahía de Corral desde el Castillo de San Pedro de Alcántara en la Isla Mancera.

Una vez que la Escuadra zarpó con rumbo a Valdivia, la nave almirante O'Higgins naufragó frente a la isla Mocha. El agua inundó los almacenes de pólvora quedando los soldados solo con las balas que guardaban en sus cartucheras; sin embargo, esto no desanimó al almirante.
Lord Cochrane hizo trasladar la comandancia y el contingente militar a la goleta Moctezuma. Así, y siempre enarbolando bandera española, la escuadra llegó a la bahía. Los patriotas solicitaron un práctico para entrar al río. Desde los fuertes se les respondió que enviasen un bote a tierra. Lord Cochrane mandó a responder que la escuadra, al venir desde Cádiz, había perdido todos los botes en el Cabo de Hornos —en realidad, los botes de la escuadra patriota estaban amarrados a sotavento para escapar de la vista de los realistas—. Para desdicha de los patriotas, uno de los botes oculto a sotavento asomó por la popa de la Moctezuma, comprobando así los realistas que se trataba de una trampa. Inmediatamente estalló el fuego de los cañones del Fuerte del inglés, alcanzando al Intrépido y matando a dos hombres. Esto dio inicio a la batalla.

### Asaltos a los fuertes de la ribera sur

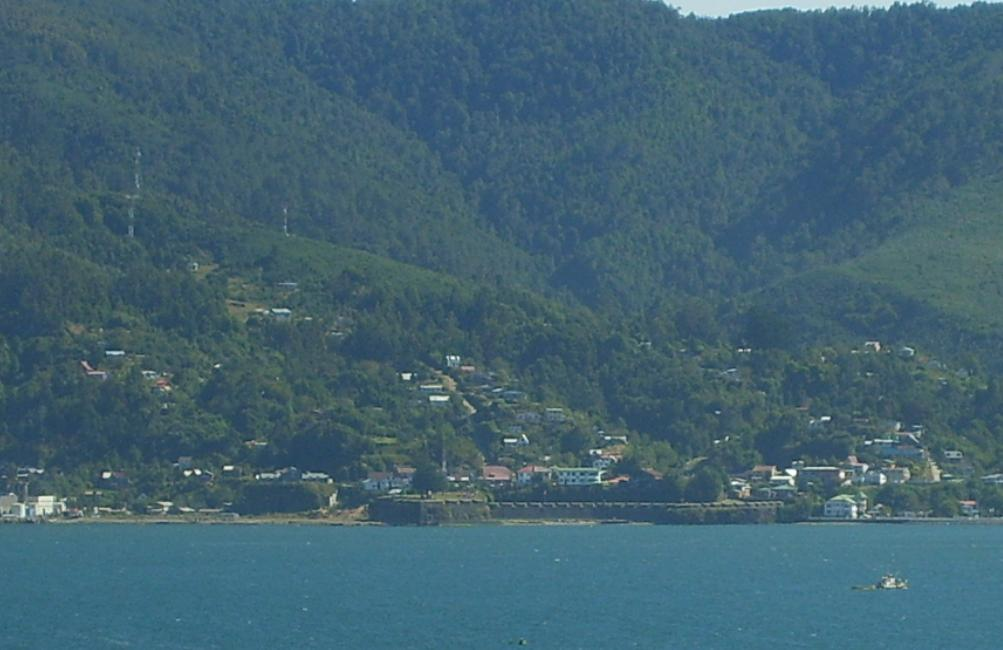
Vista del castillo de San Sebastián de la Cruz en Corral desde las fortificaciones de la ribera norte.

A las 6 de la tarde, en solo dos botes y un lanchón con 44 soldados, las tropas patriotas, al mando del mayor Guillermo Miller, desembarcaron bajo el nutrido fuego español. En la playa los esperaba una guardia de infantería que disparaba contra ellos. Sin embargo los soldados patriotas, haciendo caso omiso a la superioridad numérica de sus enemigos, se abalanzaron violentamente a bayoneta calada sobre ellos. Dado el descalabro producido en el campo de batalla y a los gritos de guerra, los realistas huyeron despavoridos, dejando la playa a merced de las tropas de Chile.
Posteriormente, llegó la segunda partida de hombres desde el Intrépido, pudiendo así lord Cochrane establecer 300 hombres en la playa. Si bien habían conquistado la playa, quedaba aún el Fuerte del inglés, al cual era muy difícil acceder. A él solo se accedía desde una escalera de mano que los españoles habían retirado en su huida, o por un angosto sendero junto a un precipicio que no dejaba el paso más que de un hombre a la vez.
A las 20:00 horas, el patriota peruano Juan Francisco de Vidal, al mando de un pelotón, se escurrió hasta la entrada posterior del fuerte. Los soldados dispararon al aire y lanzaron aterradores gritos para hacer creer a los defensores que se trataba del desembarco de un contingente tremendamente superior. Así las tropas ingresaron al fuerte e iniciaron una carga a bayoneta calada. Los realistas habían sido tomados por sorpresa, pues se habían preparado para un ataque por las espaldas. El gran alboroto y la nutrida descarga de la fusilería chilena provocaron un caos total en las tropas realistas, y mientras algunos lograron escapar, otros fueron muertos en el sitio. Así las tropas chilenas se tomaban el primer fuerte del sistema de defensa. La noticia corría de fuerte en fuerte, sembrando la inquietud entre los defensores.
De igual manera, entre las 21:30 y las 22:15 horas, caen uno tras otro las defensas de San Carlos, El Barro, Amargos y Chorocamayo. Los españoles huyeron internándose en el bosque o en bote hacia Valdivia.
Finalmente, a la 01:00 de la madrugada, el mayor Jorge Beauchef ordenó atacar simultáneamente, y por todos los frentes, el castillo de Corral, donde estaba la comandancia del sistema de defensa y el comandante de las fuerzas de defensa, coronel Fausto del Hoyo. Se desató un violento combate entre ambas fuerzas, en el que pereció la mitad de los defensores y quedó prisionero el resto, entre ellos, el propio comandante español.

### Rendición de los fuertes de la ribera norte y ocupación patriota de Valdivia

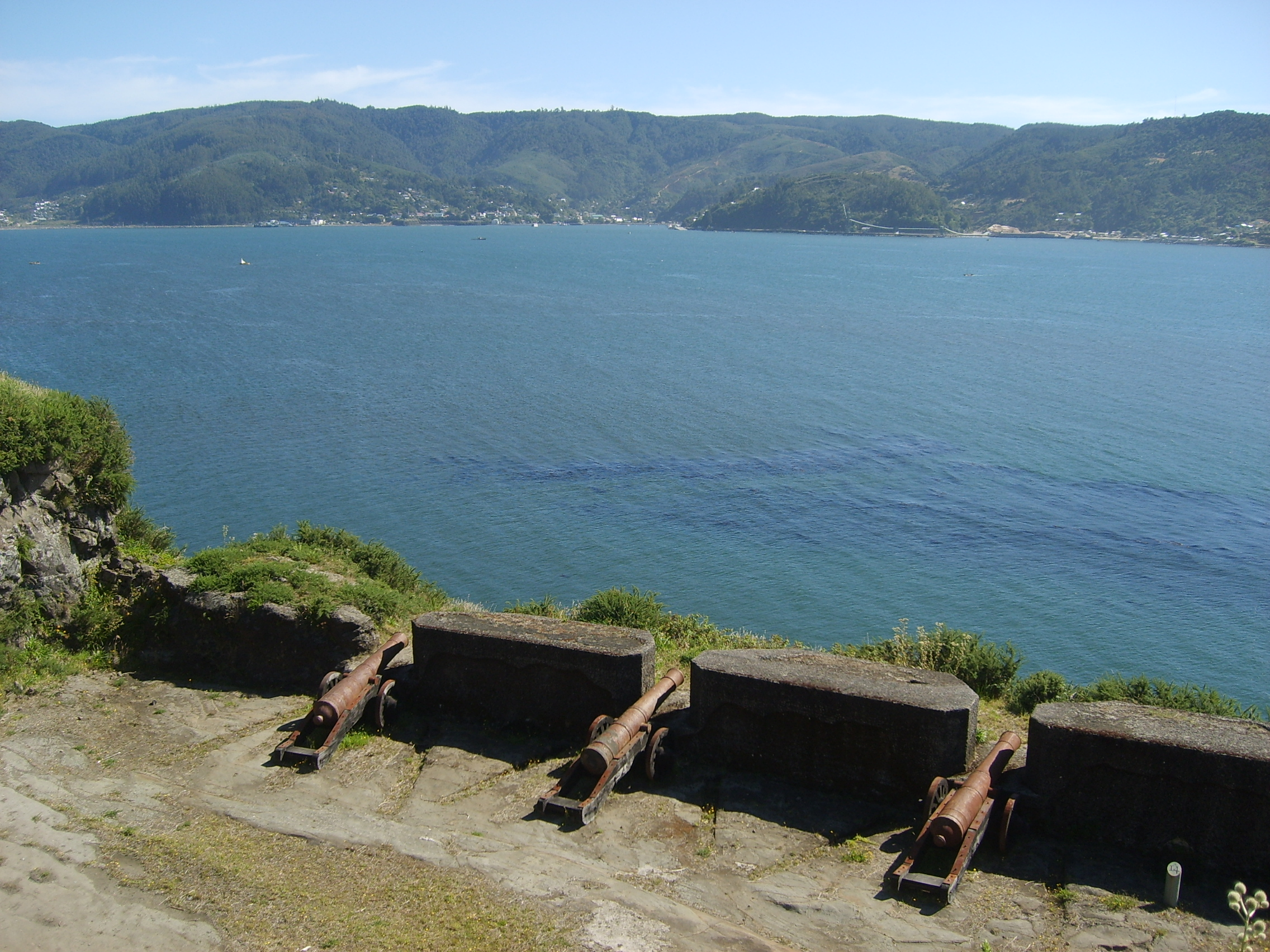
Vista de la bahía de Corral y del puerto del mismo nombre desde las fortificaciones de la ribera norte.

El día 4 de febrero de 1820, entraron al puerto el Intrépido y la Moctezuma, recibiendo fuego desde el fuerte Niebla, en la ribera opuesta. A las tropas de Chile solo les quedó atacar los fuertes de la isla Mancera en la ribera oriente y los de Niebla, Carbonero y Piojo en la ribera norte.
La O'Higgins se internó en la bahía, lo que hizo pensar a los españoles que, si en el día anterior los defensores de la ribera sur no habían podido repeler a los patriotas que actuaron sin la ayuda de una fragata, ellos menos lo podrían hacer con la presencia de esta. Es así como los defensores realistas prefirieron entregar todos los fuertes que restaban, cayendo así la totalidad de ellos en manos patriotas.
El día 6, lord Cochrane organizó a las fuerzas para remontar el río y ocupar la ciudad de Valdivia. En eso estaban cuando llegó un emisario del gobernador, coronel Montoya, informando que todos los soldados, incluido el jefe, habían abandonado la ciudad saqueando las casas y almacenes de los civiles. El almirante envió así una proclama invitando a los ciudadanos a sumarse a la causa independentista y asegurando que se ocuparía la ciudad para restablecer el orden. Así se procedió a la ocupación pacífica de la ciudad. Este hecho fue causa de que volvieran varias familias que se habían retirado a los campos y la deposición de armas de algunos milicianos realistas que se pasarían al bando patriota.
En su desesperada huida los realistas dejaron nada menos que mil quintales de pólvora, diez mil balas de cañón, ciento setenta mil cartuchos de fusil, ciento veintiocho cañones, el buque Dolores, el cual fue vendido posteriormente en 20 000 pesos en Valparaíso, a lo cual se sumaba gran cantidad de plata labrada que antes el general Sánchez había robado de las iglesias de Concepción.
Posteriormente, Cochrane envía la información de su triunfo a Valparaíso. El director supremo Bernardo O'Higgins y todo su gobierno solo tienen palabras de gratitud para el marino escocés. El capitán general O'Higgins creía que la plaza se debía tomar con una cuantiosa fuerza compuesta por un ejército y una escuadra, pero Cochrane lo había logrado solo con dos barcos y 350 hombres.

### Ocupación de los alrededores e intento de toma de Chiloé
En el intertanto, luego de la toma de Valdivia, lord Cochrane designó al mayor Jorge Beauchef como nuevo gobernador de la ciudad. Al saber que algunos españoles cometían fechorías en sus alrededores, e igualmente para perseguir a las tropas realistas que huían hacia Chiloé, Cochrane envió una pequeña fuerza al mando del mayor Beauchef para ocupar las ciudades de Río Bueno y Osorno. Ello permitió que en 1822 fuese anexado definitivamente el territorio del Gobierno de Osorno, llamado Partido de Osorno en 1810, pasando a depender del gobierno de Valdivia.
Posteriormente, Beauchef consolidó la presencia chilena en la región al vencer en el Combate de El Toro al resto de las fuerzas realistas el 6 de marzo de 1820, en la hacienda de El Toro. Los patriotas tuvieron desde entonces el control de toda aquella zona, que se extiende entre Valdivia y el río Maullín, que quedó libre de enemigos de consideración. Así, la presencia chilena comenzó a consolidarse en la región, salvo en Chiloé, donde Cochrane intentó repetir la operación el 18 de febrero de 1820, con un resultado negativo.

## Consecuencias

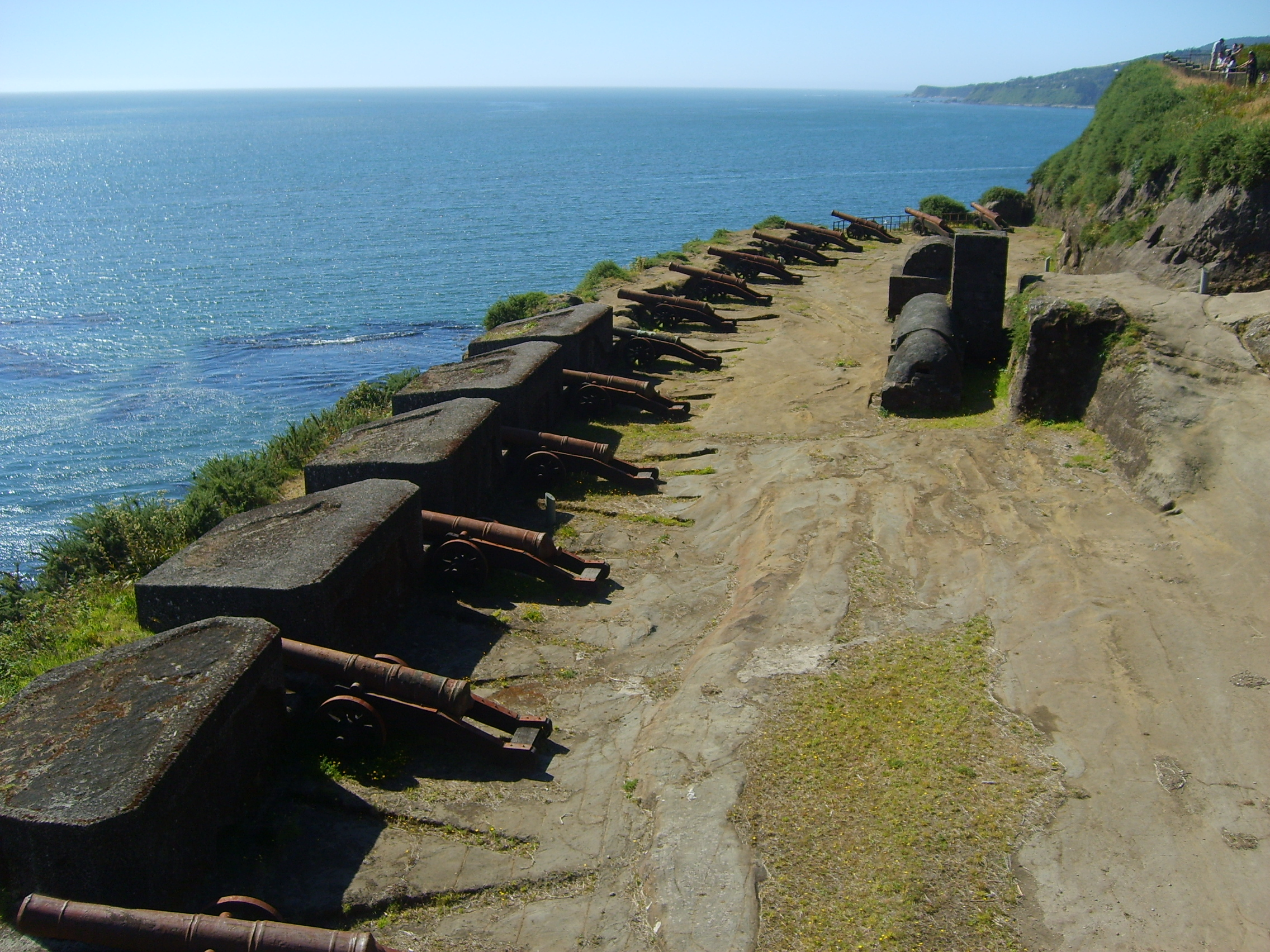
Vista general del castillo de la Pura y Limpia Concepción de Monfort de Lemus, en Niebla (Valdivia).

Con la caída de Valdivia y su incorporación a la República de Chile, la Corona española perdió un importante enclave en su antigua colonia. Las montoneras realistas que aún defendían la causa del rey en el sur de Chile perdieron su principal base de suministros y la Guerra a muerte entró en una etapa decisiva.
En los hechos, Cochrane se llevó las riquezas de sus cajas reales —cuyas llaves le fueron entregadas por Rafael Pérez de Arce, según Gabriel Guarda en su Nueva Historia de Valdivia—, de sus capillas y de sus vecinos —según Digna Rodríguez en su Acuarela en el río II— sin que haya registro del destino final de tales riquezas. La situación económica se tornó tan difícil que a dos años de la Toma de Valdivia con resultados de saqueo, aparte de las riquezas con que huyeron los realistas, fue necesario acuñar monedas de emergencia. Así, «[r]eunidas en Junta General las Corporaciones de la ciudad de Valdivia para tratar el grave problema que significaba la falta de circulante para atender a todos los servicios (el comercio se encontraba paralizado), y en especial para el pago de la guarnición (División comandada por el Teniente Coronel Sr. Jorge Beauchef) [...], acordaron el día 3 de enero de 1822 la acuñación de monedas de plata, por lo que solicitaron a todos los vecinos aproximadamente 4000 onzas de plata y el Gobernador interino de Valdivia, Rafael Pérez de Arce, comisionó a Antonio Adriazola para que hiciera la acuñación de esta plata».
La acuñación se realizó en el fundo Chunimpa, ubicado a la orilla izquierda del río Cruces y de propiedad de la familia Adriazola en aquel entonces, por lo que las monedas se conocían como «chunimpanas». Los terrenos aledaños incluyen el castillo San Luis de Alba de Cruces.
Posteriormente, estas monedas fueron recogidas por el gobierno central «porque por su diseño, su cuño muy primitivo y porque su peso y ley de fino eran muy inferiores al legal y otras irregularidades, se ordenó que todas fueran fundidas».
Además de lo consignado, el 25 de octubre de 1832 se dictó un decreto que prohibió el curso de estas piezas bajo pena de falsificación a quien no cumpliera.
Por cerca de 30 años, Valdivia permaneció ajena a la atención de los gobiernos centrales que se sucedieron y no por nada Valdivia fue uno de los centros de las ideas federalistas que se expresaban a través del periódico El Valdiviano Federal, llegándose incluso a establecer una Asamblea Federalista el 10 de noviembre de 1826, según da cuenta, entre otros, Isabel Montt en su Breve Historia de Valdivia.
La disminuida situación en que se encontraba Valdivia hacia mediados del siglo XIX es descrita por Vicente Pérez Rosales en sus Recuerdos del pasado.